# Scheldefietsbrug (Wetteren)
De fiets- en voetgangersbrug over de Schelde in het centrum van de Oost-Vlaamse gemeente Wetteren, is geopend in september 2018. Het is een stalen tuibrug met een pyloon van bijna 50 m hoog. Deze brug verving de passerelle, de voetgangersbrug die even verder lag tussen Aard en Kapellendries.

## Geschiedenis
In 2023 werd bekend dat aan de westkant van Wetteren een tweede fietsbrug zou komen.